# Lill-Fisktjärnen, Ångermanland
Lill-Fisktjärnen är en sjö i Örnsköldsviks kommun i Ångermanland och ingår i Gideälvens huvudavrinningsområde. Sjöns area är 0,013 kvadratkilometer och den är belägen 220 meter över havet.